# 서상초등학교 (강원)
서상초등학교는 대한민국 강원특별자치도 춘천시에 있는 공립 초등학교이다.

## 학교 연혁
- 1945.06.10 서상국민학교로 개교
- 1951.10.20 6.25 전쟁으로 교사 전소
- 1952.04.01 서상리 공회당에서 재개교
- 1953.06.24 현 위치로 이전
- 1975.05.30 교사 개축
- 1981.03.10 서상국민학교병설유치원 개원
- 1992.12.31 개축교사 준공
- 1995.03.01 삼선분교장 통합
- 1996.03.01 서상초등학교로 개명
- 2020.09.01 제34대 이종암 교장선생님 부임
- 2023.12.29 제73회 졸업식 거행(총 1,940명)

## 참고 자료
- 서상초등학교 - 한국교육학술정보원 학교알리미